# 圣梅卢瓦代松德
圣梅卢瓦德松德（法語：Saint-Méloir-des-Ondes，法語發音：[sɛ̃ melwaʁ de.z‿ɔ̃d]）是法国伊勒-维莱讷省的一个市镇，属于圣马洛区。

## 地理
圣梅卢瓦德松德（48°38'15"N, 1°54'11"W）面积29.49 平方千米，位于法国布列塔尼大區伊勒-维莱讷省，该省份为法国西北部沿海省份，位于布列塔尼半岛东部，北濒大西洋，西接阿摩尔滨海省和莫尔比昂省，南至大西洋卢瓦尔省，西南端接曼恩-卢瓦尔省，东临马耶讷省，东北与芒什省接壤。
与圣梅卢瓦德松德接壤的市镇（或旧市镇、城区）包括：圣库隆、圣佩尔马克昂普莱、圣马洛、康卡勒、拉古埃尼耶尔、圣伯努瓦德松德、圣茹昂德盖雷。
圣梅卢瓦德松德的时区为UTC+01:00、UTC+02:00（夏令时）。

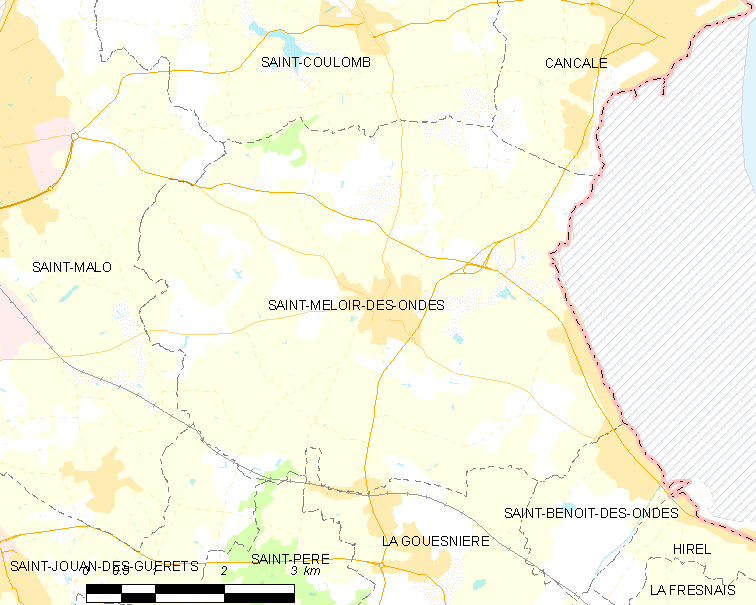
圣梅卢瓦德松德的OSM定位图

## 行政
圣梅卢瓦德松德的邮政编码为35350，INSEE市镇编码为35299。

## 政治
圣梅卢瓦德松德所属的省级选区为圣马洛第一县。

## 人口

1962-2008年间圣梅卢瓦德松德人口变化图示

圣梅卢瓦德松德于2022年1月1日时的人口数量为4666人。